# Hersir
Nella mitologia norrena, Hersir era il capo della sua tribù e il padre di Erna.
Il termine Hersir si può anche riferire ad un comandante locale che aveva sotto il suo comando circa 20 persone e aveva giurato fedeltà ad un Jarl o a un signore locale. Gli Hersir erano anche proprietari terrieri e, similmente alle classi medie presenti in molte realtà medievali, supportavano la monarchia e pertanto l'accentramento del potere. Come equipaggiamento militare, l'Hersir disponeva spesso di un elmo conico e una corta cotta di maglia. La maggior parte possedeva una spada di ferro, spesso accompagnata da uno scudo di legno. Un'alternativa alla spada era l'ascia. L'Hersir combatteva sempre a piedi, e pertanto era sempre nel corpo di fanteria.

## Curiosità
Nel videogioco, sviluppato dalla Ensemble Studios per Microsoft Games, Age of Mythology, la civiltà norrena dispone di un'unità "Hersir", l'unica eroica escludendo gli "Eroi del Ragnarǫk", eroi che si possono ottenere solamente grazie al potere divino di Baldr. Oltre agli Hersir, anche i Jarl, creati dal fortino, pur non essendo formalmente un'unità eroica dispongono di un bonus in attacco contro le unità mitiche.